# Biserica sârbească „Sf. Gheorghe” din Timișoara
Biserica sârbească „Sf. Gheorghe” din Timișoara este un monument istoric aflat în cartierul Fabric din Timișoara.
Este o biserică mononavă cu absidă poligonală, cu turn clopotniță deasupra unui pridvor deschis pe latura de vest. Pictura murală a fost realizată în mai multe etape. Pictura iconostasului a fost realizată în 1764 în manieră barocă, de către maestrul Nikola Nescovic.
Până în anul 1863 lăcașul a fost folosit în comun de ortodocșii sârbi și români.